# 藤井孝太郎のアタックヤング
藤井孝太郎のアタックヤング（ふじいこうたろうのアタックヤング）は、STVラジオのラジオ番組アタックヤングの月曜日で、パーソナリティは藤井孝太郎（STVアナウンサー）が担当のラジオ番組。2007年10月1日に放送開始され、2012年3月26日終了した。

## 放送時間
- 2007年10月 - 2010年3月 毎週月曜日24:00 - 24:50 (火曜日0:00 - 0:50)
- 2010年4月 - 2012年3月 毎週月曜日24:00 - 25:00 (火曜日0:00 - 1:00)

## オープニング・エンディング
- オープニングBGM：平沢進「Run」（千年女優オリジナルサウンドトラック収録）
  - 2010年8月頃からは、タイトルコールの前に「全乗組員に告ぐ、全乗組員に告ぐ。まもなく本放送はレッドゾーンに突入する。これより先は、各自の判断を最優先。遅れを取ることなく、最後まで付いてくるように。グッドラック。」というナレーションが挿入された。
- エンディングBGM：鷺巣詩郎「BACKGROUND MUSIC」（NEON GENESIS EVANGELION II収録）

## 放送終了まであったコーナー
一部コーナーは藤井がスポーツアナウンサーであること、またサッカーへの造詣が深いことなどから、実在のサッカー選手の名前をもじったものが使われている。
- アルアルシンドになっちゃうよ
  - 条件反射的にやってしまうことなどといったあるあるネタを募集するコーナー。2009年4月7日深夜の放送から募集開始、翌週4月14日深夜の放送から紹介開始。ネタ読み上げ後には「アルアルシンド～」「アルアルシンドになっちゃうよ～！」のいずれかの藤井のボイスが流される。コーナー名は「あるある」とアデランスのCMコピー「アルシンドになっちゃうよ」をかけたもの。
- ツヲッター
  - リスナーから親や友達の前で言うと引かれるようなマニアックな話題のつぶやきメッセージを募集・紹介するコーナー。2010年6月21日深夜の放送から募集開始、翌週紹介開始。コーナー冒頭のBGMには電車男サウンドトラックから「毒男」が流れた。
- ありえないわ
  - 週替わりのアニメ・ゲーム・特撮作品のテーマ「こんな○○ありえないわ」に合わせ、テーマ作品ではありえないだろう妄想を募集する大喜利ネタコーナー。2010年7月5日深夜の放送で「こんなドラえもんありえないわ」の初回テーマで募集開始。ネタ読み上げ後には、テーマ作品の主題歌の一部分あるいは関係した効果音や音声が流れる。コーナー名の由来は新世紀エヴァンゲリオンのキャラクター・赤木リツコの口癖から。コーナー冒頭BGMには、NEON GENESIS EVANGELION IIより鷺巣詩郎「ANGEL ATTACK 3」が流れた。
  - 2012年には、藤井が間違えてある常連リスナーの名を読んだことで常連リスナーをいじるネタまで送られるようになった。
  - 後継番組「藤井孝太郎のログイン!よる☆PA」では、同様のコンセプトのコーナーとして2013年度に「あの作品がこんなにおかしいわけがない」が展開され、このほか2012年11月には「こんなエヴァンゲリオン展ありえないわ」、2021年7月には「こんな巨人の星ありえないわ」といった「ありえないわ」を冠した大喜利が実施されている[1]。
- The Word ～全俺が泣いた～
  - 総合学園ヒューマンアカデミー札幌校スポンサードによる、ヒューマン札幌校の主にパフォーミングアーツカレッジ声優専攻の週替わりの生徒1名と藤井によるトークコーナー。コーナー名は、ジョジョの奇妙な冒険登場人物・ディオ・ブランドーのスタンド「世界（ザ・ワールド）」と、「全米が泣いた」をもじったネットスラングから付けられた。コーナー終わりには、その週のヒューマンアカデミー生徒による番組ジングルが流れた。ヒューマン出身の声優の中からは工藤沙貴や清水はる香が生徒在籍時に本コーナーにゲスト出演していた。
  - 2011年3月28日深夜の募集開始・翌週コーナー開始から2011年10月10日深夜までは、週替わりの生徒1人が影響を受けたアニメ・漫画・特撮の名ゼリフの紹介や藤井とのセリフ作品に関するトークを中心に、リスナーからも影響を受けた名ゼリフを募集・紹介する内容だった。第1回のヒューマンアカデミー生徒の紹介した名台詞は鋼の錬金術師から「等価交換だ。おれの人生半分やるから、お前の人生半分くれ」。
  - 2011年10月10日から番組終了まではリスナーから週替わりのテーマで日常シーンで使えるアニメ漫画特撮の名ゼリフを募集・紹介しつつ、週替わり生徒1人と藤井が交互にテーマに合わせた名ゼリフを紹介する形にリニューアルされた。2011年10月10日深夜放送に案内されたリニューアル初回の募集テーマは「失恋した友人を慰めるときに使える名ゼリフ」「苦手な仕事や勉強に取り組むときに効果的な名ゼリフ」で、翌週のリニューアル初回は「合コンで使える名ゼリフ」のテーマで行われた。
  - 後継番組藤井孝太郎のログイン!よる☆PAでもヒューマンアカデミー提供コーナー「アカデミックナイト」が2020年3月まで放送され、アカデミックナイト最終回では2011年頃に本番組の終了が検討されていた際に番組スポンサーをつけて存続させるアイデアが持ち上がり藤井が「ときめきワイド」の中継コーナーで訪れたことのあるヒューマン札幌校にオファーを行いヒューマン側が「生徒が出られる機会があれば」との思いから了承しコーナーが開始され番組の継続に繋がったエピソードが明かされた。
- のれんの向こう側
  - レンタルビデオ店のAVコーナーに初めて入ったシチュエーションや、初めてレジに持っていったAV作品などAVに関するメッセージを紹介する非公式コーナー。リスナーの提案により2011年夏頃から実施。

## 過去のコーナー
- メイド喫茶の次はこれがキターーーーーー!
  - メイド喫茶の次に流行りそうなマニアックなスタイルの店を考える大喜利ネタコーナー。番組開始当初に実施。
- フジーコ監督
  - サッカー日本代表の次期監督が決まるらしいが、名前が｢フジーコ｣ということ以外何も分かっていないため、ラジオの前の情報通リスナーから情報を寄せる大喜利ネタコーナー。番組開始から実施され、イビチャ・オシムサッカー日本代表監督の入院に伴い2007年11月19日の放送から休止。その後2008年に「フジーコ監督2008」として再実施された。
- フジーコ監督2008
  - オリンピックサッカー日本代表の次期監督が決まるらしいが、名前が｢フジーコ｣ということ以外何も分かっていないため、ラジオの前の情報通リスナーから情報を募るネタコーナー。2008年実施。
- 全道無差別ヲタク選手権
  - 週に数個発表されるテーマに合わせて、リスナーから知識自慢のメッセージを募集するコーナー。2008年春実施。初回テーマは「ジャニーズ」「ファーストフード」「緊急車両」「自動販売機」「谷間」の5つ。
- 寒い夜だから
  - 冬の過ごし方をリスナーから募集する2007年冬の期間限定コーナー。コーナー内では、TRF「寒い夜だから…」の一部が流れていた。
- 新総理が言ってました
  - 福田康夫首相辞任に因み、新総理が就任会見の一言目で言ってほしい公約や言ったら面白いようなコメントを募集する大喜利コーナー。2008年9月8日開始、後任の新総理決定までの間の期間限定企画とされた。
- 教えて!ファイビー・ファイニー
  - STVテレビの番組宣伝ミニ番組「ファイビーファイニー」で藤井以上に幅を利かせ出したSTVマスコットキャラクター「ファイビーとファイニー」の情報をリスナーから集める大喜利ネタコーナー。月1回その月に採用されたネタの中から「ファイビー・ファイニースクープ大賞」が選ばれ、受賞者にはファイビーとファイニーのペアぬいぐるみがプレゼントされた。2008年12月1日深夜の放送でコーナー終了。
- アタヤン電車男
  - 番組に届いた無記名のリスナーからの恋愛相談メールに対してアドバイスを募集・紹介するコーナー。2008年秋に実施。
- 本当にあったショボい話
  - 2008年に経験したショボいエピソードを募集・紹介する年末企画コーナー。2008年12月実施。
- ドラゴンクエストIX 暴かれざる謎
  - 2009年2月12日に、2009年3月28日発売予定が同年7月11日に発売が延期され藤井自身も落胆したRPG「ドラゴンクエストIX」の発売延期理由として挙げられた「重大な不具合」が何かをリスナーから情報提供してもらう大喜利ネタコーナー。ドラクエIX発売延期に嘆くリスナーからのメールが集中したため、2009年2月16日放送で案内され、2月23日・3月16日に実施。
- Oii(オイー)
  - 2009年内にドラクエ11を目玉ソフトにテンテンドーから発売される、架空の新ゲームハード「Oii」の情報をリスナーから募集するネタコーナー。2008年秋から2009年5月まで実施。
  - 本体に関しては町工場でおばちゃんが手作りしている、外装が段ボール、スペランカー以下の耐久性、コントローラはかまぼこ板で出来ているなどの情報、ソフトについては主に駄作的な情報のネタが紹介された。
- 藤井孝太郎の戦国武将虎の巻
  - CM前に放送された、2008年ごろからの戦国武将ブームに便乗した企画。毎週ある1人の武将のエピソードを一つ紹介する。初期には、紹介されたエピソードに関して「当時の人々は彼を戦国時代の○○（主にコーナー放送当時話題となった著名人）と言ったとか言わないとか」というコメントで締められていた。2009年春ごろに消滅。
- 明るい大人計画
  - 藤井が千歳アウトレットモール・レラ内の店舗でレジに並んでいた時、前にいる会計中の外国人客からポイントの多くたまったポイントカードを「もう来ることのない店だから」という理由で渡され、「こんな素敵な大人になりたい」と思ったエピソードをきっかけに、リスナーから理想の大人像を送ってもらうコーナー。2009年4月から同年夏頃まで実施。
- ドラゴンクエストのコーナー（名称不定）
  - ドラゴンクエストIX 星空の守り人に関するメッセージを紹介するコーナー。2009年8月下旬からスタートし、同年秋ごろまで「フジーダの酒場」などのタイトルで行われた。
- 今週の水樹奈々
  - 水樹奈々の楽曲を毎週一曲取り上げるミニコーナー。2009年11月末から12月末まで水樹の紅白歌合戦初出場決定を記念してリスナーからの水樹楽曲リクエストを取り上げる形で実施され、その後2011年6月には水樹が応援曲を担当する「第31回全国高等学校クイズ選手権」や同年6月18日開催の全国ツアー「LIVE JOURNEY」札幌公演に関連し藤井の選曲で最新シングルSCARLET KNIGHT・POP MASTERの収録曲を取り上げる形で実施された。
- ライトノベルのヲ館
  - 2010年1月にリスナーから送られたお勧めライトノベル紹介を募集する同名コーナー提案から始まり、それに追従し送られてきた他リスナーからのお勧めライトノベルのメールを藤井が紹介する形で行われた非公式コーナー。同年3月ごろまで実施。
- 冷やし中華始めました的な
  - 2010年春から始めた事を「○○、始めました」のタイトルをつけてエピソードを募集する。2010年4月26日番組終盤に案内され、5月3・10日放送で紹介。全投稿の中から1名にセイコーマートスポーツドリンクプラス340ml缶24本1ケースがプレゼントされた。
- アタヤン恥日記
  - リスナーから日常で恥をかいた経験のエピソードを募集し、恥を笑い飛ばすコーナー。毎週1つ選ばれる「ベスト恥ニスト」の投稿者に、藤井アナの恥ずかしい写真がプリントされた缶バッジ「アタヤン特製恥バッチ」をプレゼントする。コーナーBGMにはバッハ「主よ、人の望みの喜びよ」が流れた。
  - 2010年1月頃にレギュラーコーナーとしては消滅したが、それ以前から恥バッチの在庫切れ寸前の理由で何度かコーナー終了を示唆するコメントがあった。その後2010年5月23日深夜の放送で復活し、恥バッチは底を突きたとコメントされた。
- 伝説のストライカー 佐藤・F・一夫
  - サッカー日本代表の岡田武史監督が南アフリカW杯の切り札として目を付けている、ある隠し玉選手の情報をリスナーから募集するワールドカップイヤーに合わせたネタコーナー。2010年1月11日深夜の放送で「幻のストライカー(仮)」の仮コーナー名で募集開始。募集開始にあたっての選手初期情報として日本国籍・いままでどこかでくすぶっていた・納豆嫌いの三件が提示された。翌週の投稿紹介にて選手名情報「ミドルネームはF」「本名は佐藤一夫（サトウカズオ）」というネタを受け、正式コーナー名「伝説のストライカー 佐藤・F・一夫」に改名された。5月10日深夜の放送では同日に行われたW杯代表メンバー発表で佐藤の選出が無かったため代表に選ばれなかった理由のネタ募集による数週間のコーナー続行が案内され、数回行われ消滅。
- そんなのアマリージャ
  - 「なんでこんなことで怒られないとならないのか」というような「そんなのあんまりじゃない」という経験を送るコーナー。2009年9月21日深夜の放送から募集開始、28日から翌年春まで実施。コーナー名は「あんまりじゃ」と元横浜フリューゲルスのラウル・アマリージャをかけたもの。コーナー内ではアルバム「NON STOP!YOKOHAMA FLUGELS」収録のアマリージャ応援歌「アマリージャ・ゴール!」が流された。
- らしいぜ・・・♪
  - 男女間の性に関する又聞き的未確認情報を募集し共有する下ネタコーナー。主に番組の終盤ごろに放送されていた。2010年1月4日深夜の放送から募集開始、11日の放送から夏ごろまで実施。なお同コーナー内では、リスナー名が先生付け（ラジオネーム：○○先生）で紹介される。2010年春頃からは童貞に関する投稿が「童貞だもの」の括りで紹介された。
- 今週のJAM Project
  - 2010年6月7日深夜放送でのJAM Projectメンバー・影山ヒロノブのゲストインタビューでのコーナー提案と、同月19日に行われたJAM Project全国ツアー札幌公演で当番組の話題が出た事をきっかけにJAM Projectの楽曲を毎週一曲流すコーナー。2010年6月21日深夜の放送から開始、同年秋ごろまで実施された。
- 藤井が選ぶ懐かしアニソン
  - パーソナリティ藤井の選曲で古いアニメソングを毎回1曲取り上げる。主に2010年春ごろから同年秋ごろまで行われた。
- チン春かくし芸大会
  - エロ本、エロ同人誌などの隠し場所をリスナーから募集する2011年正月企画。2010年12月27日深夜の放送で募集開始、翌週紹介。
- saoriと藤井のキュートーーク
  - saoriこと辻田沙織と藤井が、気になる人物や職業などその道のプロに電話で気になることを聞くWhat's New?+Cuteとの共同企画。2011年4月4日深夜の放送でコーナーが初紹介され、翌週から開始。2011年9月19日深夜の放送で終了。コーナーへの質問リクエストはWhat's New Cute携帯サイトと当番組で募集されていた。1回の電話相手につき2週にわたり質問電話内容が放送され、当番組とWhat's New?+Cuteで違う編集を行った。
  - 初回は北海道女性探偵社所属のジャスミン探偵から前編の4月11日深夜の放送で盗聴盗撮対策、後編の4月18日深夜の放送で浮気調査の裏側などを聞いた。7月4日と翌11日深夜の放送では、JAMOSAがこのコーナーでスタジオゲスト出演した。

## 特別企画
- ピチピチ女子に聞いちゃいな
  - What's New?+Cuteメンバーのmami、yokoを迎えリスナーから寄せられた質問に答えてもらうコーナー。2009年12月7日、感謝週間の特別コーナーとして行われた。
  - 翌週の放送では質問募集時下ネタ質問も可と発言したが、コーナー本放送時に下ネタ質問の女子への回答を拒否したことへの抗議のメールがあったため紹介されなかった質問を藤井が回答する形で再び行われた。
- もう一つのW杯（ワールドカップ）
  - 番組リスナーの間で一番人気のあるアニメキャラは誰かを一人1キャラ投票で決める人気投票企画。別名「私の好きなアニメキャラクターNo.1カップ」。2010年5月のSTVラジオおまつりウィーク企画の目玉の一つとして行われ、2010年5月24日深夜の放送で投票企画が案内され、5月31日深夜の放送で結果発表された。なお、パーソナリティ藤井は惣流・アスカ・ラングレー（4位）に投票した。
  - 上位10名は以下の通り、キャラクター名のカッコ内は作品名。
    - 1位（18票）：高町なのは（魔法少女リリカルなのはシリーズ）
    - 2位（14票）：月野うさぎ（美少女戦士セーラームーン）
    - 3位（11票）：ドラえもん（ドラえもん）
    - 4位タイ（10票）：長門有希（涼宮ハルヒシリーズ）・惣流(式波)・アスカ・ラングレー（新世紀エヴァンゲリオン）
    - 6位（9票）：綾波レイ（新世紀エヴァンゲリオン）
    - 7位（7票）：秋山澪（けいおん!）
    - 8位タイ（5票）：ビーデル（ドラゴンボール）・ロロノア・ゾロ（ONE PIECE）
    - 10位（3票）：森雪（宇宙戦艦ヤマト）
- アタヤンリスナーが選ぶ、2010最も熱いアニソンランキング！
  - リスナーからのリクエストを基にしたアニメ・ゲーム・特撮ソングの人気投票企画。2010年9月27日深夜放送で企画を発表し以降一人一週につき一曲までのリクエストを1票とし、ランキング結果は冬の感謝週間中の2010年12月6日深夜の放送で発表された。最終的に約7-80曲のエントリーがあった。
  - 上位10曲は以下の通り、カッコ内は作品名。
    1. irony（俺の妹がこんなに可愛いわけがない）
    2. Utauyo!!MIRACLE（けいおん!!）
    3. LEVEL5-judgelight-（とある科学の超電磁砲）
    4. PHANTOM MINDS（魔法少女リリカルなのは The MOVIE 1st）
    5. 残酷な天使のテーゼ（新世紀エヴァンゲリオン）
    6. only my railgun（とある科学の超電磁砲）
    7. 天使にふれたよ!（けいおん!!）
    8. 鳥の詩（AIR）
    9. ハッピー☆マテリアル（魔法先生ネギま!）
    10. ライオン（マクロスF）
- はじけて混ざれ、アタヤンパワーボール
  - 2011年夏の感謝週間企画。2011年8月15日深夜の放送で案内され、翌週の番組内前半と後半に流される、当番組でよく流れたりなど縁のある曲を中心に4曲ずつ選曲したアニメ・特撮楽曲の同時再生で流れた全8曲を予想し一番多くの曲目を当てたリスナーにヲタのしみ袋がプレゼントされた。全曲正解者はなしで、鳥人戦隊ジェットマンを除く7曲を当てたクラスメイト3人で考え2人で応募したリスナーの両方にヲタのしみ袋がプレゼントされた。コーナー名は、ドラゴンボールのベジータの技から取られた。
  - 当初は10曲同時再生を出題する予定だったが、10曲同時再生を試した際に聞き取れなかったため4曲の同時再生ミックスを以下の2種類流す形となった。
    - 前半ミックス：水樹奈々「ETERNAL BLAZE」、FLOW「GO!!!」、奥井亜紀「晴れてハレルヤ」、高橋洋子「残酷な天使のテーゼ」
    - 後半ミックス：松原みき「THE WINNER」影山ヒロノブ「鳥人戦隊ジェットマン」、濱田理恵「笑顔に会いたい」、村下孝蔵「陽だまり」

## 主なプレゼント
- ヲタのしみ袋

藤井やディレクターの私物オタク系グッズやSTV番組グッズ等の詰合せ。感謝週間時基本的に1名にプレゼント。
- オリジナル年賀状

年始に番組宛の年賀状を送ったリスナーに抽選でプレゼント。2009・10年はSTVラジオ各番組統一企画の一環として50名にプレゼントされたが、2011年は統一企画が行われず藤井の自腹で20名にプレゼントされた。2008年・12年は行われなかった。
- オリジナルトレーディングカード

2009年から2010年下半期ごろまで毎週1名にプレゼントされた。
- 藤井孝太郎のサイン色紙、オークションに出さないでくださいBOX（オークションに出したらきっと手数料で損しますよver.）

番組最終回の放送に住所付きでメッセージを送ったリスナー全員にプレゼントされた藤井のサインが入ったミニ色紙。

## ゲスト
2008年
- 7月14日 押井守
- 9月28日 天津
- 11月10日 折笠富美子

2009年
- 6月25日 高橋直純
- 7月28日 工藤竜之介（Violent is Savanna）
- 12月7日 mami、yoko（What's New?+Cuteメンバー）

2010年
- 6月7日 影山ヒロノブ

2011年
- 7月4日・11日 JAMOSA

2012年
- 2月27日 川田まみ
- 3月12日 茅原実里

## メッセージゲスト
2010年
- 9月20日 松本梨香

2011年
- 3月28日 NAOTO
- 6月6日 the 武田組
- 6月20日 水樹奈々
- 7月1日 上杉周大(THE TON-UP MOTORS)
- 10月3日 戸田恵梨香

## スタッフ
- 初代ディレクター：三井
  - 通称「みっちー」。トミカ、携帯電話、Perfumeオタクで学生時代のあだ名はグリーンランド。2011年3月末で卒業し火曜日の大西暁子・青山千景のアタックヤング担当に転属した。
  - 2011年3月28日放送では三井の卒業企画として4月3日開催の中川翔子全国ツアー「今こそ団結!～笑顔の輪～」札幌公演に合わせ藤井がマクロスFのコスプレをしSTV本社から会場のZepp Sapporoまで徒歩で向かう道中でどの場所で同ライブへ向かう他のコスプレイヤーに出会うかのクイズを出題し、翌週の正解発表では「出会わなかった」の結果が発表された。応募総数15通で正解者6名の中から1名に番組録音用に用意した60分カセットテープ4本、トミカさんふらわあさっぽろ、路線バス車内放送8トラックテープなど三井の私物を入れたヲタのしみ袋がプレゼントされた。
  - 番組最終回では、放送途中でリスナー生電話プレゼントのためにトミカを提供した。
- 二代目ディレクター：キイ
  - 2011年4月から同年後半ごろまで番組参加。プロレスオタクで、好きなレスラーは三沢光晴、スタン・ハンセン。
- 三代目ディレクター：ねえさま
  - 2011年後半ごろから番組参加。後継番組・藤井孝太郎のログイン!よる☆PAでもディレクターを続投。